# Nikita Kucherov
Nikita Igorevich Kucherov (Russo: Никита Игоревич Кучеров; Maykop, 17 de junho de 1993) é um jogador russo de hóquei no gelo, atuando no Tampa Bay Lightning da National Hockey League. Considerado um dos melhores jogadores do mundo, Kucherov foi bicampeão da Stanley Cup, nas duas vezes sendo artilheiro do Lightning, e ganhou em 2019 três prêmios, o Troféu Memorial Hart como jogador mais valioso da NHL, o Troféu Art Ross como maior pontuador da liga, tendo marcado 128 pontos, e o Prêmio Ted Lindsay como melhor jogador de acordo com os outros atletas da NHL.